# Bruneis distrikter
|  | Sammenskrivningsforslag Artiklerne Brunei, Bruneis distrikter er foreslået sammenskrevet. (Siden januar 2022) Diskutér forslaget |

Brunei er opdelt i fire distrikter (daerah):
| Nr. | Distrikt     | Hovedstad           | Befolkning (2011) | Areal (km²) |
| 1.  | Belait       | Kuala Belait        | 60,744            | 2,724       |
| 2.  | Brunei-Muara | Bandar Seri Begawan | 279,924           | 571         |
| 3.  | Temburong    | Pekan Bangar        | 8,852             | 1,304       |
| 4.  | Tutong       | Pekan Tutong        | 43,852            | 1,166       |

Distrikterne er opdelt i otte og tredive mukim ("provinser").